# Biserica „Sf. Împărați Constantin și Elena“ din București
Biserica „Sf. Împărați Constantin și Elena“ din București este un monument istoric aflat pe teritoriul municipiului București. În Repertoriul Arheologic Național, monumentul apare cu codul 179132.116.